# Ragnhild Mowinckel
Ragnhild Lillehagen Mowinckel (Molde, 12 september 1992) is een Noorse alpineskiester. Ze vertegenwoordigde haar vaderland op de Olympische Winterspelen 2014 in Sotsji, op de Olympische Winterspelen 2018 in Pyeongchang en op de Olympische Winterspelen 2022 in Peking.

## Carrière
Mowinckel maakte haar wereldbekerdebuut in januari 2012 in Zagreb. In december 2012 scoorde de Noorse in Sankt Moritz haar eerste wereldbekerpunten. Op de wereldkampioenschappen alpineskiën 2013 in Schladming eindigde ze als zeventiende op de supercombinatie, als 21e op de reuzenslalom en als 27e op de afdaling. In december 2013 behaalde Mowinckel in Beaver Creek haar eerste toptienklassering in een wereldbekerwedstrijd. Tijdens de Olympische Winterspelen van 2014 in Sotsji eindigde de Noorse als zesde op de supercombinatie, als negentiende op de Super G en als 27e op de afdaling.
In Beaver Creek nam ze deel aan de wereldkampioenschappen alpineskiën 2015. Op dit toernooi eindigde ze als negende op de alpine combinatie, als achttiende op de reuzenslalom, als twintigste op de Super G en als 25e op de afdaling. Op de wereldkampioenschappen alpineskiën 2017 in Sankt Moritz eindigde Mowinckel als zesde op de Super G, als tiende op de alpine combinatie, als achttiende op de reuzenslalom en als twintigste op de afdaling. In december 2017 stond de Noorse in Val d'Isère voor de eerste maal in haar carrière op het podium van een wereldbekerwedstrijd. Tijdens de Olympische Winterspelen van 2018 in Pyeongchang veroverde ze de zilveren medaille op zowel de afdaling als de reuzenslalom, daarnaast eindigde ze als vierde op de alpine combinatie en als dertiende op de Super G. Op 9 maart 2018 boekte Mowinckel in Ofterschwang haar eerste wereldbekerzege.
In Åre nam de Noorse deel aan de wereldkampioenschappen alpineskiën 2019. Op dit toernooi sleepte ze de bronzen medaille in de wacht op de alpine combinatie, daarnaast eindigde ze als vierde op de reuzenslalom, als vijfde op de afdaling en als zesde op de Super G. Op de wereldkampioenschappen alpineskiën 2021 in Cortina d'Ampezzo eindigde ze als negende op zowel de reuzenslalom als de alpine combinatie, als tiende op de afdaling en als twaalfde op Super G. Tijdens de Olympische Winterspelen van 2022 in Peking eindigde Mowinckel als vijfde op de reuzenslalom, als zesde op de Super G en als veertiende op de afdaling.
In Méribel nam de Noorse deel aan de wereldkampioenschappen alpineskiën 2023. Op dit toernooi eindigde ze als vijfde op de Super G.

## Resultaten

### Olympische Spelen
| Jaar | Plaats      | Resultaten                                                   |
| ---- | ----------- | ------------------------------------------------------------ |
| 2014 | Sotsji      | 27e Afdaling DNF Reuzenslalom 19e Super G 6e Supercombinatie |
| 2018 | Pyeongchang | Afdaling · Reuzenslalom · 13e Super G · 4e Alpine combinatie |
| 2022 | Peking      | 14e Afdaling 5e Reuzenslalom 6e Super G                      |

### Wereldkampioenschappen
| Jaar | Plaats            | Resultaten                                                        |
| ---- | ----------------- | ----------------------------------------------------------------- |
| 2013 | Schladming        | 27e Afdaling 21e Reuzenslalom DNF Super G 17e Supercombinatie     |
| 2015 | Beaver Creek      | 25e Afdaling 18e Reuzenslalom 20e Super G 9e Alpine combinatie    |
| 2017 | Sankt Moritz      | 20e Afdaling 18e Reuzenslalom 6e Super G 10e Alpine combinatie    |
| 2019 | Åre               | 5e Afdaling · 4e Reuzenslalom · 6e Super G · Alpine combinatie    |
| 2021 | Cortina d'Ampezzo | 10e Afdaling 9e Reuzenslalom 12e Super G 9e Alpine combinatie     |
| 2023 | Méribel           | 10e Afdaling · Reuzenslalom · 5e Super G · DNS2 Alpine combinatie |

### Wereldbeker
Eindklasseringen
| Seizoen   | Algm | AD  | SL  | RS  | SG    | AC  |
| --------- | ---- | --- | --- | --- | ----- | --- |
| 2012/2013 | 84e  | –   | –   | –   | 37e   | 27e |
| 2013/2014 | 48e  | 48e | –   | 28e | 21e   | 13e |
| 2014/2015 | 32e  | 32e | –   | 11e | 24e   | –   |
| 2015/2016 | 36e  | 31e | –   | 24e | 22e   | 9e  |
| 2016/2017 | 20e  | 29e | –   | 10e | 20e   | 9e  |
| 2017/2018 | 8e   | 8e  | –   | 4e  | 10e   | 15e |
| 2018/2019 | 7e   | 23e | 38e | 6e  | 5e    | 10e |
| 2020/2021 | 29e  | 24e | –   | 19e | 16e   |     |
| 2021/2022 | 4e   | 6e  | –   | 7e  | 4e    |     |
| 2022/2023 | 6e   | 10e | –   | 9e  | Brons |     |
| 2023/2024 | 11e  | 12e | –   | 13e | 8e    |     |

Wereldbekerzeges
| Datum           | Plaats            | Onderdeel    |
| --------------- | ----------------- | ------------ |
| 9 maart 2018    | Ofterschwang      | Reuzenslalom |
| 17 maart 2022   | Méribel           | Super G      |
| 22 januari 2023 | Cortina d'Ampezzo | Super G      |
| 27 januari 2024 | Cortina d'Ampezzo | Afdaling     |